# Volta a la Gran Bretanya 2019
La Volta a la Gran Bretanya 2019, 16a edició del Volta a la Gran Bretanya, es disputà entre el 7 i el 14 de setembre de 2019 sobre un recorregut de 1.267 km repartits entre vuit etapes. L'inici fou a Glasgow i el final a Manchester. La cursa formava part del calendari de l'UCI Europa Tour 2019, amb una categoria 2.HC.
El guanyador final fou el neerlandès Mathieu van der Poel (Corendon-Circus), que s'imposà per només disset segons a l'italià Matteo Trentin (Mitchelton-Scott) i per cinquanta a Jasper De Buyst (Lotto NL-Jumbo).

## Equips
L'organització convidà a prendre part en la cursa a deu equips UCI WorldTeams, cinc equips continentals professionals, tres equips continentals i una selecció nacional:
| WorldTeams (10)- AG2R La Mondiale - Movistar Team - Team Jumbo-Visma - Mitchelton-Scott - Katusha-Alpecin - Ineos - Dimension Data - EF Education First - Lotto Soudal - Team Sunweb Equips continentals professionals (5)- Wanty-Groupe Gobert - Corendon-Circus - Israel Cycling Academy - Sport Vlaanderen-Baloise - Riwal Readynez Equips continentals (4)- Canyon DHB p/b Bloor Homes - Madison Genesis - SwiftCarbon Pro Cycling - Team Wiggins Le Col Equip nacional- Gran Bretanya |
| |

## Etapes
| Etapa    | Data      | Ciutats d'etapa                          | type                      | Distància (km) | Vencedor de l'etapa  | Líder de la general  |
| -------- | --------- | ---------------------------------------- | ------------------------- | -------------- | -------------------- | -------------------- |
| 1a etapa | 7 de set  | Glasgow – Kirkcudbright                  | etapa accidentada         | 201,5          | Dylan Groenewegen    | Dylan Groenewegen    |
| 2a etapa | 8 de set  | Kelso – Kelso                            | etapa plana               | 165,9          | Matteo Trentin       | Matteo Trentin       |
| 3a etapa | 9 de set  | Berwick-upon-Tweed – Newcastle upon Tyne | etapa plana               | 183,2          | Dylan Groenewegen    | Matteo Trentin       |
| 4a etapa | 10 de set | Gateshead – Kendal                       | etapa de mitja muntanya   | 173,2          | Mathieu van der Poel | Mathieu van der Poel |
| 5a etapa | 11 de set | Birkenhead – Birkenhead                  | etapa plana               | 174,1          | Dylan Groenewegen    | Matteo Trentin       |
| 6a etapa | 12 de set | Pershore – Pershore                      | contrarellotge individual | 14,4           | Edoardo Affini       | Mathieu van der Poel |
| 7a etapa | 13 de set | Warwick – Warwick                        | etapa plana               | 188,7          | Mathieu van der Poel | Mathieu van der Poel |
| 8a etapa | 14 de set | Altrincham – Manchester                  | etapa accidentada         | 166            | Mathieu van der Poel | Mathieu van der Poel |

### Etapa 1
| \| Classificació de l'etapa \| Classificació de l'etapa \| Classificació de l'etapa \| Classificació de l'etapa \| Classificació de l'etapa \| \| Corredor \| Corredor \| Equip \| Temps \| \| \| ------------------------ \| ------------------------ \| ------------------------ \| ------------------------ \| ------------------------ \| \| 1r \| Dylan Groenewegen \| Team Jumbo-Visma \| 4h 39' 49" \| \| \| 2n \| Davide Cimolai \| Israel Cycling Academy \| + 0" \| \| \| 3r \| Matteo Trentin \| Mitchelton-Scott \| + 0" \| \| |                   |                        |            |
| |                   |                        |            |
| Font: ProCyclingStats |                   |                        |            |
| Classificació de l'etapa |                   |                        |            |
| Corredor | Corredor          | Equip                  | Temps      |
| 1r | Dylan Groenewegen | Team Jumbo-Visma       | 4h 39' 49" |
| 2n | Davide Cimolai    | Israel Cycling Academy | + 0"       |
| 3r | Matteo Trentin    | Mitchelton-Scott       | + 0"       |

| \| Classificació general \| Classificació general \| Classificació general \| Classificació general \| Classificació general \| \| Corredor \| Corredor \| Equip \| Temps \| \| \| --------------------- \| --------------------- \| -------------------------- \| --------------------- \| --------------------- \| \| 1r \| Dylan Groenewegen \| Team Jumbo-Visma \| 4h 39' 39" \| \| \| 2n \| Rory Townsend \| Canyon DHB p/b Bloor Homes \| + 3" \| \| \| 3r \| Davide Cimolai \| Israel Cycling Academy \| + 4" \| \| |                   |                            |            |
| |                   |                            |            |
| Font: ProCyclingStats |                   |                            |            |
| Classificació general |                   |                            |            |
| Corredor | Corredor          | Equip                      | Temps      |
| 1r | Dylan Groenewegen | Team Jumbo-Visma           | 4h 39' 39" |
| 2n | Rory Townsend     | Canyon DHB p/b Bloor Homes | + 3"       |
| 3r | Davide Cimolai    | Israel Cycling Academy     | + 4"       |

### Etapa 2
| \| Classificació de l'etapa \| Classificació de l'etapa \| Classificació de l'etapa \| Classificació de l'etapa \| Classificació de l'etapa \| \| Corredor \| Corredor \| Equip \| Temps \| \| \| ------------------------ \| ------------------------ \| ------------------------ \| ------------------------ \| ------------------------ \| \| 1r \| Matteo Trentin \| Mitchelton-Scott \| 3h 55' 53" \| \| \| 2n \| Jasper De Buyst \| Lotto-Soudal \| + 0" \| \| \| 3r \| Mike Teunissen \| Team Jumbo-Visma \| + 0" \| \| |                 |                  |            |
| |                 |                  |            |
| Font: ProCyclingStats |                 |                  |            |
| Classificació de l'etapa |                 |                  |            |
| Corredor | Corredor        | Equip            | Temps      |
| 1r | Matteo Trentin  | Mitchelton-Scott | 3h 55' 53" |
| 2n | Jasper De Buyst | Lotto-Soudal     | + 0"       |
| 3r | Mike Teunissen  | Team Jumbo-Visma | + 0"       |

| \| Classificació general \| Classificació general \| Classificació general \| Classificació general \| Classificació general \| \| Corredor \| Corredor \| Equip \| Temps \| \| \| --------------------- \| --------------------- \| ---------------------- \| --------------------- \| --------------------- \| \| 1r \| Matteo Trentin \| Mitchelton-Scott \| 8h 35' 25" \| \| \| 2n \| Davide Cimolai \| Israel Cycling Academy \| + 11" \| \| \| 3r \| Jasper De Buyst \| Lotto-Soudal \| + 11" \| \| |                 |                        |            |
| |                 |                        |            |
| Font: ProCyclingStats |                 |                        |            |
| Classificació general |                 |                        |            |
| Corredor | Corredor        | Equip                  | Temps      |
| 1r | Matteo Trentin  | Mitchelton-Scott       | 8h 35' 25" |
| 2n | Davide Cimolai  | Israel Cycling Academy | + 11"      |
| 3r | Jasper De Buyst | Lotto-Soudal           | + 11"      |

### Etapa 3
| \| Classificació de l'etapa \| Classificació de l'etapa \| Classificació de l'etapa \| Classificació de l'etapa \| Classificació de l'etapa \| \| Corredor \| Corredor \| Equip \| Temps \| \| \| ------------------------ \| ------------------------ \| ------------------------ \| ------------------------ \| ------------------------ \| \| 1r \| Dylan Groenewegen \| Team Jumbo-Visma \| 4h 37' 53" \| \| \| 2n \| Mathieu van der Poel \| Corendon-Circus \| + 0" \| \| \| 3r \| Davide Cimolai \| Israel Cycling Academy \| + 0" \| \| |                      |                        |            |
| |                      |                        |            |
| Font: ProCyclingStats |                      |                        |            |
| Classificació de l'etapa |                      |                        |            |
| Corredor | Corredor             | Equip                  | Temps      |
| 1r | Dylan Groenewegen    | Team Jumbo-Visma       | 4h 37' 53" |
| 2n | Mathieu van der Poel | Corendon-Circus        | + 0"       |
| 3r | Davide Cimolai       | Israel Cycling Academy | + 0"       |

| \| Classificació general \| Classificació general \| Classificació general \| Classificació general \| Classificació general \| \| Corredor \| Corredor \| Equip \| Temps \| \| \| --------------------- \| --------------------- \| ---------------------- \| --------------------- \| --------------------- \| \| 1r \| Matteo Trentin \| Mitchelton-Scott \| 13h 13' 18" \| \| \| 2n \| Davide Cimolai \| Israel Cycling Academy \| + 7" \| \| \| 3r \| Mathieu van der Poel \| Corendon-Circus \| + 11" \| \| |                      |                        |             |
| |                      |                        |             |
| Font: ProCyclingStats |                      |                        |             |
| Classificació general |                      |                        |             |
| Corredor | Corredor             | Equip                  | Temps       |
| 1r | Matteo Trentin       | Mitchelton-Scott       | 13h 13' 18" |
| 2n | Davide Cimolai       | Israel Cycling Academy | + 7"        |
| 3r | Mathieu van der Poel | Corendon-Circus        | + 11"       |

### Etapa 4
| \| Classificació de l'etapa \| Classificació de l'etapa \| Classificació de l'etapa \| Classificació de l'etapa \| Classificació de l'etapa \| \| Corredor \| Corredor \| Equip \| Temps \| \| \| ------------------------ \| ------------------------ \| ------------------------ \| ------------------------ \| ------------------------ \| \| 1r \| Mathieu van der Poel \| Corendon-Circus \| 4h 23' 08" \| \| \| 2n \| Jasper De Buyst \| Lotto-Soudal \| + 3" \| \| \| 3r \| Simon Clarke \| EF Education First \| + 3" \| \| |                      |                    |            |
| |                      |                    |            |
| Font: ProCyclingStats |                      |                    |            |
| Classificació de l'etapa |                      |                    |            |
| Corredor | Corredor             | Equip              | Temps      |
| 1r | Mathieu van der Poel | Corendon-Circus    | 4h 23' 08" |
| 2n | Jasper De Buyst      | Lotto-Soudal       | + 3"       |
| 3r | Simon Clarke         | EF Education First | + 3"       |

| \| Classificació general \| Classificació general \| Classificació general \| Classificació general \| Classificació general \| \| Corredor \| Corredor \| Equip \| Temps \| \| \| --------------------- \| --------------------- \| --------------------- \| --------------------- \| --------------------- \| \| 1r \| Mathieu van der Poel \| Corendon-Circus \| 17h 36' 27" \| \| \| 2n \| Matteo Trentin \| Mitchelton-Scott \| + 1" \| \| \| 3r \| Jasper De Buyst \| Lotto-Soudal \| + 7" \| \| |                      |                  |             |
| |                      |                  |             |
| Font: ProCyclingStats |                      |                  |             |
| Classificació general |                      |                  |             |
| Corredor | Corredor             | Equip            | Temps       |
| 1r | Mathieu van der Poel | Corendon-Circus  | 17h 36' 27" |
| 2n | Matteo Trentin       | Mitchelton-Scott | + 1"        |
| 3r | Jasper De Buyst      | Lotto-Soudal     | + 7"        |

### Etapa 5
| \| Classificació de l'etapa \| Classificació de l'etapa \| Classificació de l'etapa \| Classificació de l'etapa \| Classificació de l'etapa \| \| Corredor \| Corredor \| Equip \| Temps \| \| \| ------------------------ \| ------------------------ \| ------------------------ \| ------------------------ \| ------------------------ \| \| 1r \| Dylan Groenewegen \| Team Jumbo-Visma \| 3h 57' 31" \| \| \| 2n \| Matthew Walls \| Gran Bretanya \| + 0" \| \| \| 3r \| Matteo Trentin \| Mitchelton-Scott \| + 0" \| \| |                   |                  |            |
| |                   |                  |            |
| Font: ProCyclingStats |                   |                  |            |
| Classificació de l'etapa |                   |                  |            |
| Corredor | Corredor          | Equip            | Temps      |
| 1r | Dylan Groenewegen | Team Jumbo-Visma | 3h 57' 31" |
| 2n | Matthew Walls     | Gran Bretanya    | + 0"       |
| 3r | Matteo Trentin    | Mitchelton-Scott | + 0"       |

| \| Classificació general \| Classificació general \| Classificació general \| Classificació general \| Classificació general \| \| Corredor \| Corredor \| Equip \| Temps \| \| \| --------------------- \| --------------------- \| --------------------- \| --------------------- \| --------------------- \| \| 1r \| Matteo Trentin \| Mitchelton-Scott \| 21h 33' 55" \| \| \| 2n \| Mathieu van der Poel \| Corendon-Circus \| + 3" \| \| \| 3r \| Jasper De Buyst \| Lotto-Soudal \| + 10" \| \| |                      |                  |             |
| |                      |                  |             |
| Font: ProCyclingStats |                      |                  |             |
| Classificació general |                      |                  |             |
| Corredor | Corredor             | Equip            | Temps       |
| 1r | Matteo Trentin       | Mitchelton-Scott | 21h 33' 55" |
| 2n | Mathieu van der Poel | Corendon-Circus  | + 3"        |
| 3r | Jasper De Buyst      | Lotto-Soudal     | + 10"       |

### Etapa 6
| \| Classificació de l'etapa \| Classificació de l'etapa \| Classificació de l'etapa \| Classificació de l'etapa \| Classificació de l'etapa \| \| Corredor \| Corredor \| Equip \| Temps \| \| \| ------------------------ \| ------------------------ \| ------------------------ \| ------------------------ \| ------------------------ \| \| 1r \| Edoardo Affini \| Mitchelton-Scott \| 16' 39" \| \| \| 2n \| Sebastian Langeveld \| EF Education First \| + 7" \| \| \| 3r \| Dylan van Baarle \| Team Ineos \| + 7" \| \| |                     |                    |         |
| |                     |                    |         |
| Font: ProCyclingStats |                     |                    |         |
| Classificació de l'etapa |                     |                    |         |
| Corredor | Corredor            | Equip              | Temps   |
| 1r | Edoardo Affini      | Mitchelton-Scott   | 16' 39" |
| 2n | Sebastian Langeveld | EF Education First | + 7"    |
| 3r | Dylan van Baarle    | Team Ineos         | + 7"    |

| \| Classificació general \| Classificació general \| Classificació general \| Classificació general \| Classificació general \| \| Corredor \| Corredor \| Equip \| Temps \| \| \| --------------------- \| --------------------- \| --------------------- \| --------------------- \| --------------------- \| \| 1r \| Mathieu van der Poel \| Corendon-Circus \| 21h 50' 49" \| \| \| 2n \| Matteo Trentin \| Mitchelton-Scott \| + 6" \| \| \| 3r \| Pàvel Sivakov \| Team Ineos \| + 24" \| \| |                      |                  |             |
| |                      |                  |             |
| Font: ProCyclingStats |                      |                  |             |
| Classificació general |                      |                  |             |
| Corredor | Corredor             | Equip            | Temps       |
| 1r | Mathieu van der Poel | Corendon-Circus  | 21h 50' 49" |
| 2n | Matteo Trentin       | Mitchelton-Scott | + 6"        |
| 3r | Pàvel Sivakov        | Team Ineos       | + 24"       |

### Etapa 7
| \| Classificació de l'etapa \| Classificació de l'etapa \| Classificació de l'etapa \| Classificació de l'etapa \| Classificació de l'etapa \| \| Corredor \| Corredor \| Equip \| Temps \| \| \| ------------------------ \| ------------------------ \| ------------------------ \| ------------------------ \| ------------------------ \| \| 1r \| Mathieu van der Poel \| Corendon-Circus \| 4h 07' 49" \| \| \| 2n \| Matteo Trentin \| Mitchelton-Scott \| + 1" \| \| \| 3r \| Simon Clarke \| EF Education First \| + 3" \| \| |                      |                    |            |
| |                      |                    |            |
| Font: ProCyclingStats |                      |                    |            |
| Classificació de l'etapa |                      |                    |            |
| Corredor | Corredor             | Equip              | Temps      |
| 1r | Mathieu van der Poel | Corendon-Circus    | 4h 07' 49" |
| 2n | Matteo Trentin       | Mitchelton-Scott   | + 1"       |
| 3r | Simon Clarke         | EF Education First | + 3"       |

| \| Classificació general \| Classificació general \| Classificació general \| Classificació general \| Classificació general \| \| Corredor \| Corredor \| Equip \| Temps \| \| \| --------------------- \| --------------------- \| --------------------- \| --------------------- \| --------------------- \| \| 1r \| Mathieu van der Poel \| Corendon-Circus \| 25h 58' 25" \| \| \| 2n \| Matteo Trentin \| Mitchelton-Scott \| + 12" \| \| \| 3r \| Jasper De Buyst \| Lotto-Soudal \| + 40" \| \| |                      |                  |             |
| |                      |                  |             |
| Font: ProCyclingStats |                      |                  |             |
| Classificació general |                      |                  |             |
| Corredor | Corredor             | Equip            | Temps       |
| 1r | Mathieu van der Poel | Corendon-Circus  | 25h 58' 25" |
| 2n | Matteo Trentin       | Mitchelton-Scott | + 12"       |
| 3r | Jasper De Buyst      | Lotto-Soudal     | + 40"       |

### Etapa 8
| \| Classificació de l'etapa \| Classificació de l'etapa \| Classificació de l'etapa \| Classificació de l'etapa \| Classificació de l'etapa \| \| Corredor \| Corredor \| Equip \| Temps \| \| \| ------------------------ \| ------------------------ \| ------------------------ \| ------------------------ \| ------------------------ \| \| 1r \| Mathieu van der Poel \| Corendon-Circus \| 3h 49' 26" \| \| \| 2n \| Cees Bol \| Team Sunweb \| + 0" \| \| \| 3r \| Matteo Trentin \| Mitchelton-Scott \| + 0" \| \| |                      |                  |            |
| |                      |                  |            |
| Font: ProCyclingStats |                      |                  |            |
| Classificació de l'etapa |                      |                  |            |
| Corredor | Corredor             | Equip            | Temps      |
| 1r | Mathieu van der Poel | Corendon-Circus  | 3h 49' 26" |
| 2n | Cees Bol             | Team Sunweb      | + 0"       |
| 3r | Matteo Trentin       | Mitchelton-Scott | + 0"       |

## Classificació final
| \| Classificació general \| Classificació general \| Classificació general \| Classificació general \| Classificació general \| \| Corredor \| Corredor \| Equip \| Temps \| \| \| --------------------- \| ------------------------- \| --------------------- \| --------------------- \| --------------------- \| \| 1r \| Mathieu van der Poel \| Corendon-Circus \| 29h 47' 41" \| \| \| 2n \| Matteo Trentin \| Mitchelton-Scott \| + 17" \| \| \| 3r \| Jasper De Buyst \| Lotto-Soudal \| + 50" \| \| \| 4t \| Pàvel Sivakov \| Team Ineos \| + 52" \| \| \| 5è \| Nils Politt \| Katusha-Alpecin \| + 1' 01" \| \| \| 6è \| Gianni Moscon \| Team Ineos \| + 1' 01" \| \| \| 7è \| Mike Teunissen \| Team Jumbo-Visma \| + 1' 03" \| \| \| 8è \| Andrey Amador Bikkazakova \| Movistar Team \| + 1' 04" \| \| \| 9è \| Tiesj Benoot \| Lotto-Soudal \| + 1' 07" \| \| \| 10è \| Amund Grøndahl Jansen \| Team Jumbo-Visma \| + 1' 08" \| \| |                           |                  |             |
| |                           |                  |             |
| Font: ProCyclingStats |                           |                  |             |
| Classificació general |                           |                  |             |
| Corredor | Corredor                  | Equip            | Temps       |
| 1r | Mathieu van der Poel      | Corendon-Circus  | 29h 47' 41" |
| 2n | Matteo Trentin            | Mitchelton-Scott | + 17"       |
| 3r | Jasper De Buyst           | Lotto-Soudal     | + 50"       |
| 4t | Pàvel Sivakov             | Team Ineos       | + 52"       |
| 5è | Nils Politt               | Katusha-Alpecin  | + 1' 01"    |
| 6è | Gianni Moscon             | Team Ineos       | + 1' 01"    |
| 7è | Mike Teunissen            | Team Jumbo-Visma | + 1' 03"    |
| 8è | Andrey Amador Bikkazakova | Movistar Team    | + 1' 04"    |
| 9è | Tiesj Benoot              | Lotto-Soudal     | + 1' 07"    |
| 10è | Amund Grøndahl Jansen     | Team Jumbo-Visma | + 1' 08"    |